# Richard Sawkins
Richard Sawkins, indicato anche come Hawkins (Inghilterra, ... – Puebla Nueva, 22 maggio 1680), è stato un pirata inglese.

## Biografia
Di Richard Sawkins si conosce poco dei primi anni di vita, in quanto le fonti ne iniziarono a parlare quando venne catturato dalla HMS Success e trasferito alla prigione di Port Royal in attesa di processo per pirateria, il 1º dicembre 1679. Poco dopo venne rilasciato per mancanza di prove e riprese il mare con un vascello da 16 tonnellate, una ciurma di 35 uomini e un cannone. Assieme a Peter Harris si unì alla spedizione del pirata capitano John Coxon presso Bocca del Toro alla fine di marzo del 1680, e fu uno dei 330 bucanieri che sbarcarono sulla costa di Darien con Coxon e Bartholomew Sharp. Marciando attraverso la giungla, Sawkins prese parte all'attacco a sorpresa ed alla razzia del villaggio di Santa Maria, attraversando poi l'istmo a bordo di canoe indiane e viaggiando lungo il fiume Santa Maria, aprendosi la via verso l'oceano Pacifico.
In poco tempo Sawkins ed il suo gruppo, issando una bandiera rossa a strisce gialle, arrivò al mare e catturò due piccoli vascelli spagnoli, con i quali poi si diresse a Panama. Quando si trovò nei pressi della città, Sawkins incontrò una flotta spagnola composta da otto navi e, dopo una dura battaglia, conquistò la vittoria in quella che divenne poi nota come battaglia di Perico.
Poco dopo John Coxon decise di abbandonare la spedizione con i suoi settanta uomini e tornò verso l'istmo a piedi. Con la partenza di Coxon, i pirati restanti elessero Sawkins a loro capitano.
Dopo la sua vittoria sulla flotta spagnola, Sawkins decise di tornare verso la città di Panama per bloccarne il porto. Costretto a negoziare coi pirati, il governatore di Panama chiese di sapere le condizioni e Sawkins gli chiese cinquecento pezzi da otto per ogni membro della ciurma, oltre a un migliaio per ciascun ufficiale. Oltre a questo chiese la liberazione delle popolazioni indiane locali dalle oppressioni degli spagnoli. Il vescovo di Santa Marta, che era stato prigioniero di Sawkins cinque anni prima, era in città e gli inviò come segno di buona volontà della città nel collaborare due sacchi di zucchero e il proprio anello episcopale. Sawkins però continuò a non ricevere risposta dal governatore e la sua ciurma alla fine persuase il capitano ad abbandonare il blocco del porto ed a continuare i saccheggi altrove, non disponendo effettivamente della forza dichiarata per combattere.
Successivamente sbarcando con sessanta uomini, Sawkins attaccò il villaggio di Puebla Nueva il 22 maggio 1680.  Venuta a conoscenza delle intenzioni dei pirati nell'area, la popolazione locale aveva costruito tre terrapieni di difesa. Pur avendo perso l'elemento sorpresa, Sawkins continuò il suo attacco ma rimase ucciso da un colpo di moschetto mentre procedeva alla testa dei suoi uomini.